# Sarnówek (województwo łódzkie)
Sarnówek – wieś w Polsce położona w województwie łódzkim, w powiecie poddębickim, w gminie Dalików. Położona jest na północny wschód od wsi Sarnów, od której bierze swą nazwę. Przez wieś przebiega Droga krajowa nr 72.
W latach 1975–1998 miejscowość administracyjnie należała do województwa sieradzkiego.
Na terenie wsi znaleziono liczne znaleziska archeologiczne datowane na okres przedrzymski, w większości przypisywane kulturze wschodniopomorskiej oraz równolegle występującej z nią na terenie współczesnej środkowej Polski kulturze grobów kloszowych.
Wieś pierwszy raz wzmiankowana w XVI wieku jako Sarnówko, w tym czasie dziesięcinę płaciła na kolegiatę w Łęczycy. W końcu XIX wieku sama wieś miała 5 murowanych budynków i 98 mieszkańców, a folwark 3 budynki i 22 mieszkańców. 
W okresie międzywojennym wieś liczyła 140 mieszkańców i należała do Bronisława Piątkiewicza. W lutym 1919 była jedną z wsi objętych strajkiem pracowników folwarcznych.